# Municipio de Tredyffrin
El municipio de Tredyffrin (en inglés: Tredyffrin Township) es un municipio ubicado en el condado de Chester en el estado estadounidense de Pensilvania. En el año 2000 tenía una población de 29 062 habitantes y una densidad poblacional de 565.6 personas por km².

## Geografía
El municipio de Tredyffrin se encuentra ubicado en las coordenadas 40°03′48″N 75°22′14″O / 40.06333, -75.37056.

## Demografía
Según la Oficina del Censo en 2000 los ingresos medios por hogar en la localidad eran de $82 258 y los ingresos medios por familia eran de $105 183. Los hombres tenían unos ingresos medios de $76 393 frente a los $46 124 para las mujeres. La renta per cápita de la localidad era de $47 584. Alrededor del 3,7% de la población estaba por debajo del umbral de pobreza.